# Riksgäldsfullmäktige
Riksgäldsfullmäktige var tidigare (fram till 1989) benämningen på styrelsen för Riksgäldskontoret i Sverige. Dess ledamöter utsågs av riksdagen. Institutionen avskaffades 1989 i samband med att regeringen övertog ansvaret för Riksgäldskontoret.

## Historia
Riksgäldskontoret har sitt ursprung i det Riksens ständers kontor som inrättades 1719. Kontoret förvaltades ursprungligen av tre fullmäktige, utsedda av de tre högre stånden (adeln, prästerna och borgarna). År 1762 utökades antalet fullmäktige till sex. Vid riksdagarna kontrollerades Riksens ständers kontor av den så kallade kontorsdeputationen. Kontoret upphörde efter beslut vid riksdagen 1765, och arbetsuppgifterna överfördes på Statskontoret.
Riksgäldskontoret omorganiserades 1789 till ett ämbetsverk under riksdagen, då ständerna åtog sig ansvaret att förvalta rikets skuld (gäld). Som styrelse för Riksgäldskontoret fungerade ursprungligen nio av ständerna utsedda riksgäldsfullmäktige, varav tre utsågs av adeln och två vardera av de ofrälse stånden prästerna, borgarna och bönderna). Riksgäldsfullmäktige ersatte därmed den gamla riksgäldsdirektionen, som i olika organisationsformer funnits sedan 1719. Från och med 1792 utökades antalet till 12 fullmäktige i Riksgäldskontoret, då vart och ett av stånden utsåg tre fullmäktige. Denna ordning gällde sedan fram till representationsreformen 1866.
Från 1867 var ledamöterna sju till antalet och de utsågs för en ämbetstid av tre år genom att riksdagens båda kammare vid varje lagtima riksdag valde ett lika antal elektorer med fullmakt att utse styrelsen. Ordförande valdes särskilt. Av de övriga sex ledamöterna avgick två årligen.
Invalsproceduren till Riksgäldsfullmäktige ändrades i samband med införandet av enkammarriksdagen 1970.
I samband med att ansvaret för Riksgäldskontoret överfördes från riksdagen till regeringen 1989, avskaffades riksgäldsfullmäktige. Riksgälden leds idag av en styrelse vars ledamöter utses av regeringen.

## Lista över ordförande
- 1792–1810: Johan Gustaf Lagerbjelke
- 1810–1811: Johan Wilhelm Liljencrantz
- 1811–1819: Fredrik Tersmeden
- 1819–1821: Carl Mörner
- 1821–1831: Gustaf Fredrik Åkerhielm
- 1831–1834: Göran Gustaf Uggla
- 1834: Otto August Cronhielm
- 1834–1842: Claes Hans Rålamb
- 1842–1848: Jacob Cederström
- 1848: Gustaf Sparre
- 1848–1857: Gustaf Lagerbjelke
- 1857–1863: Gustaf Sparre
- 1863–1865: Wilhelm Fredrik Tersmeden
- 1865–1866: Axel Emil Wirsén
- 1866–1872: Henning Hamilton
- 1873–1874: Gustaf af Ugglas
- 1875–1889: Gustaf Åkerhielm
- 1890–1891: Erik Gustaf Boström
- 1893–1904: Frans Albert Anderson
- 1904–1916: Henrik Cavalli
- 1916–1925: Emil Kinander
- 1925–1941: Karl Hildebrand
- 1941–1952: Anders Örne
- 1952–1956: Herman Kling
- 1956–1959: Carl Henrik Nordlander
- 1960–1965: Gösta Renlund
- 1965–1982: Lars Lindmark
- 1982–1989: Sven Heurgren